# Ohorongo
Ohorongo Zement (englisch Ohorongo Cement; meist nur kurz Ohorongo) ist eine 2007 in Namibia gegründete Zementfabrik. Die Fabrik ist die drittgrößte ausländische Investition und die größte deutsche Direktinvestition in Namibia. Zur Deckung des namibischen Zementmarktes ist eine Produktion von etwa 320.000 Tonnen Zement notwendig. Zudem werden etwa 380.000 Tonnen für den Export in die Nachbarländer produziert.
Bis Oktober 2015 wurde die Kapazität auf eine Jahresproduktion von einer Million Tonnen erhöht. Hierfür wurden 150 Millionen Namibia-Dollar investiert.

## Geschichte
Nachdem der Bau der „Cheetah Cement“-Fabrik bei Otjiwarongo 2008 gescheitert ist, war bis 2018 Ohorongo die einzige Zementfabrik des Landes.
Am 29. Januar 2009 wurde der Grundstein für den Bau der Fabrik auf der Farm Sargberg zwischen Otavi und Tsumeb in der Region Otjozondjupa gelegt. Am 3. Februar 2011 wurde nach einer Bauzeit von etwa 25 Monaten und einem Investitionsvolumen von mehr als N$ 2,5 Milliarden die Eröffnung unter Anwesenheit des Präsidenten Hifikepunye Pohamba vollzogen.
Anfang Oktober 2010 wurde von einem Frachtschiff aus Maputo in Mosambik die erste Ladung mit 30000 Tonnen Kohle im Hafen Walvis Bay entladen. Von dort wurde die Kohle per Lastkraftwagen über die nahe Nationalstraße B1 und nach deren Fertigstellung über ein Anschlussgleis der Bahnstrecke Otavi–Tsumeb zur Fabrik befördert.
Im Dezember 2010 wurde bereits mit der Produktion begonnen.
2011 wurde ein 3,2 Kilometer langes Streckengleis eröffnet, das die Fabrik mit dem Netz der TransNamib verbindet. Das Gleis zweigt nördlich Otavi von der Otavibahn ab. Der Verschub erfolgt mittels eines Zweiwegefahrzeuges des italienischen Herstellers Zephir.

## Eigentumsstruktur
Ohorongo (Schwenk Namibia) wurde als 100%ige Tochter der Schwenk Zement gegründet. Anfang 2011 wurde bekannt, dass die Namibische Entwicklungsbank mit 10 % der Anteile bei Ohorongo eingestiegen ist. Kurz zuvor war der Zusammenschluss mit dem Zementvertriebsunternehmen Afrisam nicht von der namibischen Wettbewerbskommission genehmigt worden. 20 % der Anteile befinden sich im Besitz der Industrial Development Corporation, während die Development Bank of Southern Africa weitere 7,5 % hält. 60 % der Anteile werden weiterhin von Schwenk gehalten. Die restlichen 2,7 % sollen zu einem späteren Zeitpunkt verkauft werden.
Mit Stand August 2019 ist Ohorongo zu knapp 70 Prozent in Besitz von Schwenk. Diese Anteile sollten bis Juli 2019 an die singapurische International Cement Group verkauft werden. Der Verkauf wurde jedoch am 21. Juni 2019 von der Singapure Exchange untersagt, da Ohorongo nicht profitabel sei und die International Cement Group nicht die notwendigen Mittel habe, um die Übernahme zu finanzieren. Außerdem seien nicht die notwendigen Vorkehrungen gegen Geldwäsche getroffen worden.
Im August 2020 wurde eine chinesische Übernahme durch die Namibische Wettbewerbskommission NaCC abgelehnt. Im Juni 2025 wurde ein Verkauf an den namibischen Konkurrenten Cheetah Cement angekündigt.